# Pitkjarantai járás

A Pitkjarantai járás Karéliában

A Pitkjarantai járás (oroszul Питкяра́нтский район) Oroszország egyik járása Karéliában. Székhelye Pitkjaranta.

## Népesség
- 2002-ben 23 844 lakosa volt, melyből 17 405 orosz (73%), 2 109 fehérorosz (8,8%), 1 926 karjalai (8%), 743 ukrán (3,1%), 645 finn (2,7%), 287 tatár, 96 lengyel, 84 vepsze, 45 csuvas, 37 mordvin, 33 azeri, 27 litván, 26 német, 25 észt, 24 mari, 22 örmény, 21 moldáv, .
- 2010-ben 19 895 lakosa volt.